# Kościół Nawiedzenia Najświętszej Marii Panny i św. Jadwigi w Szczepanku
Kościół pw. Nawiedzenia NMP i św. Jadwigi w Szczepanku – drewniana, barokowa świątynia, znajdująca się w gminie Strzelce Opolskie (woj. opolskie), wzniesiona w latach 1666–1688.

## Historia
Kościółek został wybudowany w Polskiej Nowej Wsi. Pełnił tam funkcję kościoła parafialnego. W Polskiej Nowej Wsi pozostał należący uprzednio do kościółka barokowy obraz Wniebowzięcia NMP, barokowa chrzcielnica, rzeźba Chrystusa Zmartwychwstałego oraz barokowy feretron. W miejscu, gdzie przedtem znajdowała się stara świątynia, obecnie stoi krzyż z tablicą przypominającą o przeniesieniu kościoła.
W swej historii był kilkakrotnie remontowany, po czym w 1960 przeniesiony do Szczepanka. Został tam poddany odbudowie przez osiemdziesięcioletniego majstra ciesielskiego Antoniego Piontka. Ostatnia restauracja kościółka miała miejsce w 1998. W tym samym roku dokonano włamania do świątyni, w wyniku którego skradziono większość figur. W 2003 w jednym z krakowskich antykwariatów została odnaleziona, przez miejscowych policjantów, rzeźba św. Jana. Natomiast pod koniec kwietnia 2009 niemieccy policjanci odnaleźli na terenie ich kraju dwie zabytkowe rzeźby aniołów, jedna miała odłamane skrzydło, a drugi stopę.

## Architektura
Kościół drewniany, wybudowany w stylu barokowym, orientowany, jednonawowy, o konstrukcji zrębowej, na podmurowaniu, z wieżą słupową, dostawioną do nawy.
Prezbiterium zamknięte trójbocznie, z przylegającą zakrystią. Wnętrze świątyni pokryte płaskim stropem. Okna pozamykane odcinkowo, poza prezbiterium, gdzie są koliste. Chór muzyczny wsparty na 4 słupach. Dach siodłowy, pokryty, wraz ze ścianami, gontem. Nad nawą znajduje się wieżyczka na sygnaturkę z latarnią, zwieńczona hełmem. Wieża pokryta jest ośmiobocznym daszkiem namiotowym, z latarnią oraz baniastym hełmem.

## Ważniejsze zabytki
- Barokowe ołtarze z XVIII wieku.
- Barokowe rzeźby.
- Barokowe obrazy z przełomu XVIII i XIX w.

## Proboszczowie
- ks. Bernard Kudlek 1941–1966,
- ks. Kazimierz Korfanty - administrator parafii w latach 1954–1956,
- ks. Brunon Wollik 1966–1971,
- ks. Franciszek Holisz 1972–1984,
- ks. Alfred Pashon 1984–1985,
- ks. Ginter Reimnan 1985–1992,
- ks. Henryk Pichen 29.08.1992-nadal.